# Бугу
Бугу (кирг. Бугу) — самое крупное киргизское родоплеменное объединение к началу 20-го века, входящее в подразделение Отуз-уул Правого крыла (Оң канат).

## Основание
Родоначальником считается Орозбакты, сын Кылжыра. Кылжыр был сыном Тагай-бия, он в свою очередь сыном Ак-уула и внуком Долон-бия. У Орозбакты было пятеро сыновей: Арык-мырза, Асан-мырза, Кара-мырза, Мырзакул-мырза и Токоч-мырза, ставшие впоследствии родоначальниками одноимённых подразделений. Самое многочисленное потомство у Мырзакула-мырзы. От его двух сыновей Алсеита и Тынымсеита происходят большинство бугинцев. Иногда потомков Арык-мырзы выделяют в отдельное самостоятельное племя Арык тукуму.

## Название
С названием «бугу» существует легенда, согласно которой Арык-мырза и Кара-мырза преследуя молодую олениху (по киргизски «бугу»), загонят её к краю скалы. Олениха превратится в девушку. Девушку выдадут замуж за сына брата Мырзакула-мырзы — Алсейита.

## Происхождение
Племя бугу имеет древнее происхождение. Некоторые историки отождествляют бугу с орхоно-телесским племенем пугу. По мнению кандидата исторических наук Т. А. Акерова, племена бугу и чигиль (основавшее государство и династию Караханидов) могут быть одним и тем же племенем. Согласно Б. Р. Зориктуеву и ряду других авторов, пугу были тюркоязычным этническим образованием. Зориктуев в своих выводах опирается на указания ряда китайских источников о близком генетическом родстве групп теле и туцзюэ, а также на сохранившемся археологическом материале. Некоторые другие исследователи, в числе которых Г. Н. Румянцев, относили пугу к числу древнемонгольских элементов в составе теле или гао-гюй (то есть древних уйгуров или хойху). Версия о принадлежности к древним монголам племён в составе теле, гаогюй, хойху (пугу, дубо и др.) была также высказана в трудах Н. Я. Бичурина и А. С. Шабалова.

## Генетика
У представителей данного племени преобладает гаплогруппа R1a1.

## История
Киргизское племя Бугу упомянается в персоязычном сочинении Сейф ад-Дина Ахсикенди Маджму ат-Таварих (нач. XVI века).
Бугинцы первыми из киргизских племён освободили свои земли от кокандских захватчиков. Племя усилилось во время правления Боромбая. Благодаря ему они смогли вернуть южные территории Иссык-Куля от Кокандского-ханства, получить территории реки Текес. Также, Бугу приняло участие в разгроме казахского хана Кенесары.
В 1842 году на общекиргизском курултае в Кутималды было провозглашено Кара-Киргизское ханство. При избрании хана, лидеры киргизских племён предложили кандидатуру вождя бугинцев Боромбая. Однако Боромбай, имевший в тооенно-политические заслуги и пользовавшийся авторитетом среди киргизских племён, отклонил свою кандидатуру в пользу сарыбагышского манапа Ормона. Позже, хан Ормон, пойдя войной на бугинцев, потерпит поражение и попадёт в плен.
Боромбай, из-за непрекращающихся войн с сарабагышами и Кокандским ханством и агрессивных притязаний Империи Цин, был вынужден пойти на сближение с Российской империей, границы которой приблизились к владениям бугинцев. В 1855 году бугинцы приняли российское подданство.

## Тамга
Тамга племени — «жагалмай», что в переводе «дербник» (птица из семейства соколинных). Знак тамги напоминает летящего дербника или натянутый лук. Также, у бугу существуют внутреплеменные варианты тамги.

## Строение
Бугу делятся на следующие рода:
- Кыдык: Жаанбай, Жакшылык, Кутулду, Кудайбакты, Жаныбек, Торгой
- Белек: Алдаш, Тогузбай, Элчибай, Кожош, Шукур, Токой, Токоч, Толубай, Саты, Алдаяр
- Арык: Жоотатыр, Балтатыр
- Бапа: Чалай, Кубакты, Манжы, Эштек, Торе-эштек, Булан, Субан
- Боор: Кабыш, Черикчи, Токтомамбет, Эркесары, Энкелеч, Байдолот
- Желден: Куттукожо, Тулеберди
- Тынымсейит: Кабели, Шалтак, Мортук

Каждая ветвь делится на роды (урук).

## правители
- Арык мырза
- Алсейит бий
- Жаманкул батыр
- Белек бий
- Алдаш бий
- Бирназар бий
- Боромбай бий

## Расселение
В настоящее время бугинцы живут в Иссык-Кульской области, на северо-востоке Нарынской области, а также в Кызылсу и у реки Текес.

## Численность
По данным Н. А. Аристова, численность киргизов-бугинцев на 1853 год составляла 10 000 юрт, а на 1894 год — 15,1 тыс. юрт или 75,5 тыс. человек. Согласно переписи населения 1897 года, общее число киргызов на территории Российской империи составило 634,8 тыс. человек. Соответственно, в процентном соотношении бугинцы составляли около 12 % от общей численности киргизов Российской империи.

## Известные представители
- Боромбай — верховный манап киргизского племени Бугу (1818—1858)[24].
- Балбай-батыр — один из выдающихся киргизских героев 19 века[25].
- Каралаев Саякбай — знаменитый сказитель киргизской эпической трилогии «Манас»[26].
- Жапаров Садыр — нынешний Президент Киргизской Республики[27].
- Мамбет Чокморов — один из крупнейших сказителей восточного региона эпоса «Манас»[28].
- Намазбек-батыр — один из выдающихся воинов племени Бугу[29]